# Stolt-Nielsen
Stolt-Nielsen Limited (SNL) mit Sitz in Bermuda zählt zu den weltweit größten Unternehmen im Transport, Umschlag und Lagern von Chemikalien-, Erdölprodukten und Gasen. Ein weiterer Unternehmensteil beschäftigt sich mit dem Betrieb von Aquakulturen.

## Gliederung
Die Stolt-Nielsen Limited fungiert als Dachgesellschaft für mehrere Tochterunternehmen. Die sich wie folgt aufteilen:
- Stolt Tankers betreibt die weltweit größte Flotte von Chemikalientankern verschiedener Größen und Fahrtgebiete.
- Stolt-Nielsen Gas (SNG) betreibt eine Flotte von Flüssiggastankern.
- Stolt Bitumen Services (SBS) betreibt eine Flotte von Bitumentankern, Bitumencontainern und Bitumenterminals in Asien.
- Stolthaven Terminals betreibt eine Reihe von Terminals und Lagern.
- Stolt Tank Containers (STC) betreibt den weltweit größten Bestand an Edelstahl-Tankcontainern.
- Stolt Sea Farm (SSF) betreibt Aquakulturunternehmen für die Produktion von Steinbutt, Seezunge, Stör und Kaviar.

## Geschichte

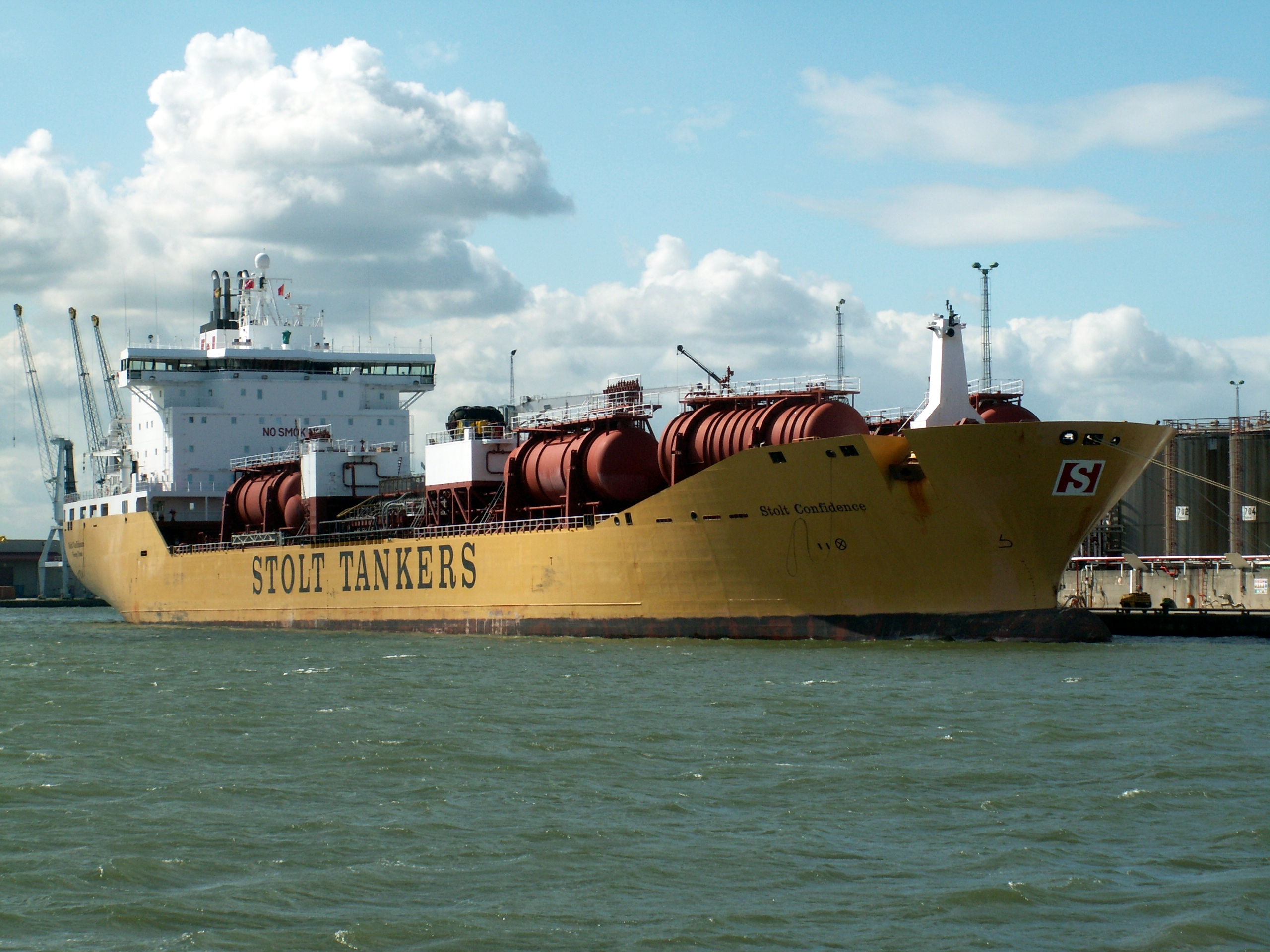
Die Stolt Confidence in Antwerpen

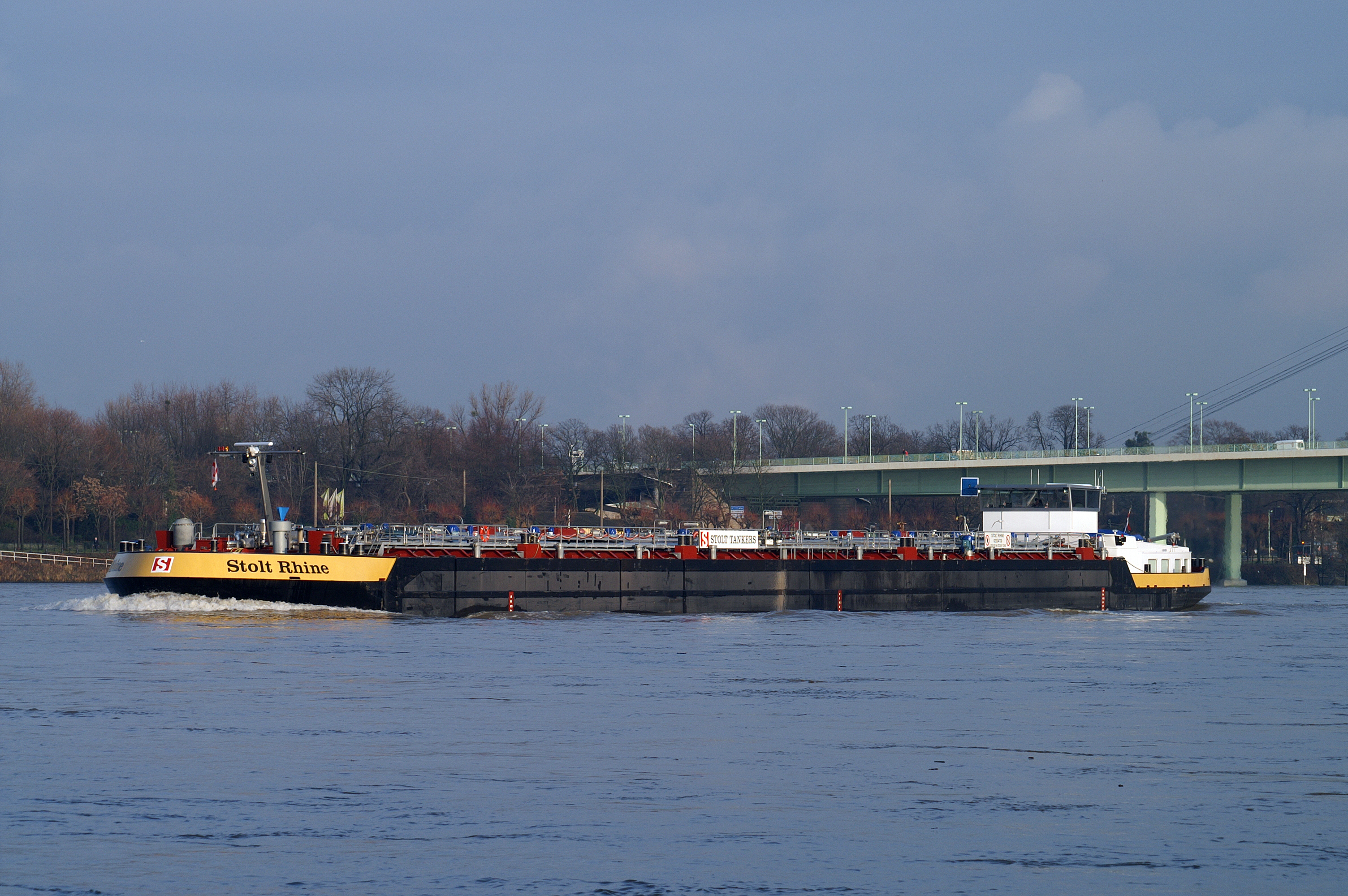
Binnentanker Stolt Rhine bei Köln

Das Unternehmen wurde 1959 durch den norwegischen Schiffsmakler Jacob Stolt-Nielsen als Parcel Tankers Incorporated gegründet und betrieb anfangs einen gecharterten Tanker, die Stolt Avance. In den folgenden vier Jahren wurde die Flotte auf 18 Einheiten vergrößert und Büros in New York, Japan und Oslo eröffnet. 1970 gab das Unternehmen sieben Chemikalientanker in Auftrag, deren Layout mit Doppelhülle und Edelstahltanks sowohl spätere Schiffe dieses Typs als auch die kommenden IMO-Richtlinien beeinflusste. Im Jahr darauf wurde das erste Lagerterminal erworben. Wiederum ein Jahr später wurde Stolt-Nielsen Seaway A/S gegründet, deren Geschäftsfeld auf Dienstleistungen und Erforschung der Offshore-Erdölförderung zielte.
1977 geriet Stolt-Nielsen in finanzielle Schwierigkeiten, woraufhin BP sich mit der Option beteiligte, 50-prozentiger Anteilseigner zu werden. Schon 1980 erwirtschaftete das Unternehmen rund einhundert Millionen US-Dollar Gewinn. 1982 wurde Stolt Tank Containers gegründet und das Unternehmen United Tank Containers mit 400 Tankcontainern übernommen und das Geschäft mit kleinen Tankereinheiten ausgeweitet. 1987 lösten BP und Stolt-Nielsen ihr Abkommen von 1977 und die NYK Line übernahm über zehn Prozent der Unternehmensanteile. 1988 erlöste Stolt-Nielsen über einen Börsengang an der NASDAQ 51 Millionen US-Dollar und erweiterte das Geschäft mit kleinen Tankereinheiten weiter. 1991 erwarb Stolt-Nielsen die 1972 in Norwegen zur Zucht von Junglachsen gegründete Sea Farm und benannte sie in Stolt Sea Farm um (dieser Geschäftszweig wurde in den folgenden Jahrzehnten mehrfach durch Zukäufe erweitert). Ein Jahr später schloss sich Stolt-Nielsen Seaway mit der Comex Services S.A. zu Stolt Comex Seaway zusammen und erreichte erstmals über eine Milliarde Dollar Umsatz. Der erste Börsengang von Stolt Comex Seaway erbracht 1993 an der NASDAQ 43 Millionen Dollar.
1999 wurden die Tochterunternehmen Stolt Parcel Tankers, Stolt Tank Containers und Stolthaven Terminals zur Stolt-Nielsen Transportation Group zusammengefasst. Diese übernahm im selben Jahr die Hälfte der Anteile am Jeong-II Tank Terminal, dem größten seiner Art in Ulsan, Südkorea. Zum 40-jährigen Jubiläum näherte sich das Unternehmen einem Umsatz von zwei Milliarden US-Dollar und beschäftigte rund 10.000 Mitarbeiter. Im Jahr 2000 benannte sich Stolt Comex Seaway in Stolt Offshore um und Niels G. Stolt-Nielsen übernahm den Posten des CEO vom scheidenden Jacob Stolt-Nielsen. 2001 veräußerte die Stolt-Nielsen Transportation Group ihre Terminals in Perth Amboy und Chicago. Nachdem das Mutterunternehmen seinen Anteil an Stolt Offshore 2004 bereits auf 41,7 % reduziert hatte, gab sie ihre restlichen Anteile im Jahr 2005 komplett ab. Im selben Jahr schlossen Stolt Sea Farm und die Nutreco Holding ihre jeweiligen Fischfarmbeteiligungen unter dem Namen Marine Harvest zum weltweit größten Aquakulturunternehmen zusammen, wobei Stolt-Nielsen ein Viertel der Anteile übernahm. 2006 verkaufte Stolt-Nielsen seine Anteile an Marine Harvest sowie sein Thunfischfangunternehmen in Port Lincoln und erwarb eine 75-prozentige Beteiligung an Sterling Caviar. Im Folgejahr gründete Stolt-Nielsen die Tochterunternehmen Stolt-Nielsen Gas, um in den Transport von Flüssiggas einzusteigen, und Stolt Bitumen Services für den Transport von Bitumen. 2009 nahm Stolt-Nielsen Gas mit dem angekauften Very Large Gas Carrier Althea Gas und einem gecharterten zweiten Schiff dieser Größe den Betrieb auf. Am 15. Dezember 2009, dem fünfzigsten Jahrestag des Unternehmens, übernahm Christer Olsson den Posten als Vorsitzender von Jacob Stolt-Nielsen.
Im Jahr 2010 wurde die Verlegung des Unternehmenssitzes von Stolt-Nielsen Limited nach Bermuda beschlossen. Im selben Jahr übernahm Sungas Holdings die Hälfte der Anteile von Avance Gas, einem vorher 100-prozentigen Tochterunternehmen von Stolt-Nielsen Gas. Als Teil dieses Geschäfts übernahm Avance Gas drei VLGC-Tanker von Sungas. Weitere vier VLGC-Tanker kamen 2012 zur Flotte. Stolt Tankers erwarb im Jahr 2010 sieben Edelstahltank-Chemikalientanker der Baujahre 2000 bis 2009 mit Tragfähigkeiten zwischen 20.000 und 37.000 Tonnen für zusammen 255 Millionen US-Dollar. Weitere zehn Neubauten mit zusätzlichen Optionen wurden 2012 in Auftrag gegeben. In den Jahren 2010 bis 2012 stockte Stolt Tank Containers seinen Containerbestand um mehrere tausend neue Einheiten auf.